# Chakkalur, Channapatna
Chakkalur là một làng thuộc tehsil Channapatna, huyện Ramanagara, bang Karnataka, Ấn Độ.